# Kurtuluş, Mut
Kurtuluş là một xã thuộc huyện Mut, tỉnh Mersin, Thổ Nhĩ Kỳ. Dân số thời điểm năm 2011 là 152 người.